# Bispingen

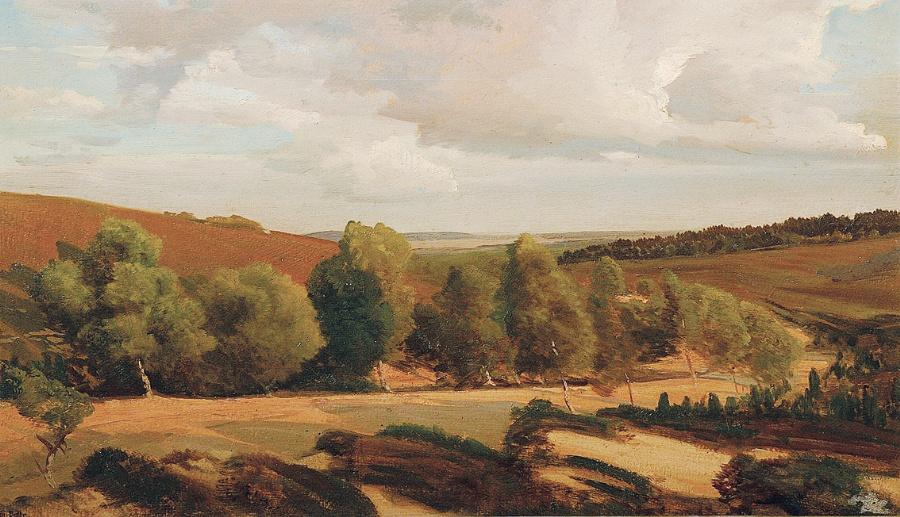
Gemälde Wilseder Höhe von Valentin Ruths (1825–1905)

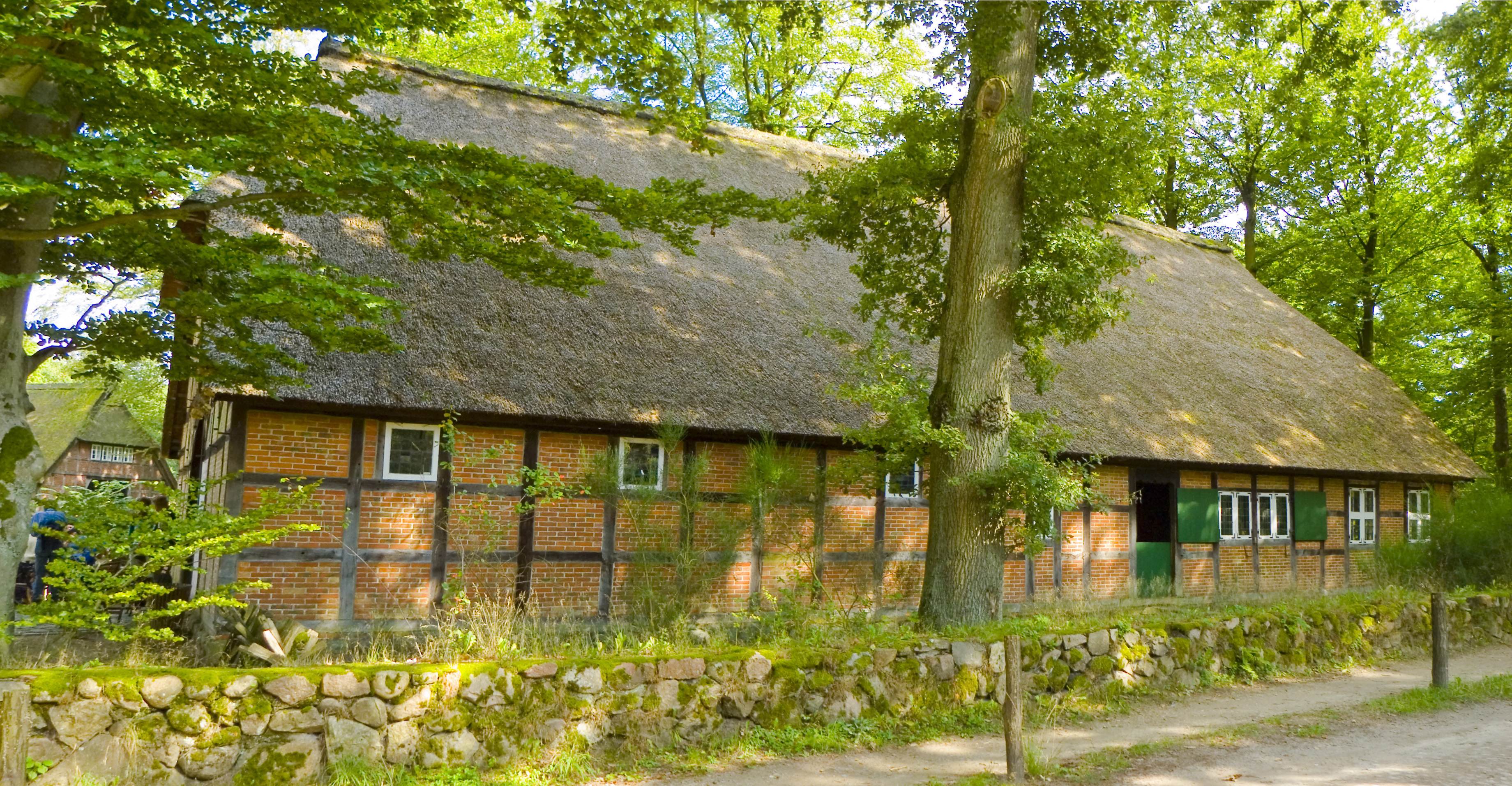
Heimatmuseum Dat ole Huus in Wilsede

Bispingen (niederdeutsch Bissen) ist eine Gemeinde in der Mitte der Lüneburger Heide rund 15 km nordöstlich von Soltau in der Nähe der Ausfahrt 43 der Bundesautobahn 7. Sie liegt im Landkreis Heidekreis in Niedersachsen (Deutschland).

## Geografie

### Geografische Lage
Bispingen liegt im Norden des Heidekreises, im oberen Luhetal, genau auf dem 10. Meridian östlicher Länge.
Man erreicht es über die Bundesautobahn 7, Abfahrt Bispingen, über die Bundesstraße 209 und über die Kreisstraße K 4.

### Gemeindegliederung
Bispingen ist eine Einheitsgemeinde und gliedert sich in den Kernort Bispingen und die weiteren Ortsteile Behringen, Borstel in der Kuhle, Haverbeck (Nieder- und Oberhaverbeck), Hörpel, Hützel, Steinbeck/Luhe, Volkwardingen, Wilsede.

### Nachbargemeinden
Nachbargemeinden sind Schneverdingen, Undeloh, Egestorf, Soderstorf, Rehlingen, Munster, und Soltau.
Nachbarstädte sind:
| Tostedt 31 km        | Buchholz (Nordheide) 37 km                  | Lüneburg, Geesthacht 39 km, 59 km |
| Schneverdingen 17 km | Kompassrose, die auf Nachbargemeinden zeigt | Bad Bevensen 55 km                |
| Soltau 16 km         | Wietzendorf 19 km                           | Munster, Uelzen 15 km, 53 km      |

## Geschichte

### Vor- und Frühgeschichte
Zahlreiche Hügelgräber, Urnenfelder und prähistorische Funde beweisen, dass sich in diesem Raum bereits in vor- und frühgeschichtlicher Zeit Menschen ansiedelten. Die älteste bekannte Urkunde stammt aus dem Jahr 1193 und bezeugt den Verkauf des „Dorfes mit Zubehör“ an den Bischof Lüder von Verden.
Der Name Bispingen entwickelte sich aus „von Biscopinge“ („dem Bischof gehörig“); die Endung „ingen“ deutet auf langobardischen Ursprung hin und ist häufig in diesem Teil Niedersachsens, dem alten Bardengau, zu finden.

### Mittelalter und Neuzeit
Die Ole Kerk ist das ältestes Gebäude Bispingens. Sie wurde 1353 am Rand der Luheniederung aus Feldsteinen erbaut und diente dem „Kirchspiel Bispingen“ bis zum Bau der neuen Kirche im Jahre 1908 als Gotteshaus.
Die neun Dörfer Bispingen, Behringen, Borstel, Haverbeck (mit Ehrhorn), Hörpel, Hützel, Steinbeck, Volkwardingen und Wilsede nutzen von je her gemeinsam eine Kirche.

### Neueste Zeit
Am 1. März 1974 wurde die Gemeinde Borstel in der Kuhle eingegliedert. Am 16. März 1974 kamen Behringen (mit den am 1. März 1974 aufgenommenen Orten Hörpel, Volkwardingen und Wilsede sowie einem Teil der aufgelösten Gemeinde Ehrhorn), Hützel und Steinbeck (Luhe) hinzu.
Der Titel Luftkurort, den Bispingen trug, wurde 2011 nicht mehr amtlich anerkannt.

## Politik

### Rat
Der Rat der Gemeinde Bispingen setzt sich aktuell aus 18 Ratsfrauen und Ratsherren zusammen. Dies ist die gemäß § 46 NKomVG festgelegte Anzahl für eine Gemeinde mit einer Einwohnerzahl zwischen 6.001 und 7.000. Die Ratsmitglieder werden durch eine Kommunalwahl für jeweils fünf Jahre gewählt. Stimmberechtigt im Rat ist außerdem der hauptamtliche Gemeindebürgermeister.
Bei der Kommunalwahl 2021 ergab sich folgende Sitzverteilung:
- SPD: 5
- Grüne: 2
- BL: 4
- CDU: 7

### Bürgermeister
Bürgermeisterin war seit 1. Dezember 2010 Sabine Schlüter.
Seit dem 1. Dezember 2018 ist Jens Bülthuis Bürgermeister.

### Gemeindepartnerschaften
Aufgrund der Namensgleichheit des Ortsteils Behringen mit Orten gleichen Namens begannen vor über 60 Jahre Jahren die ersten Kontakte zwischen den fünf Beringen in Belgien, in Deutschland, in Luxemburg, in den Niederlanden und in der Schweiz. Regelmäßig fanden gegenseitige Besuche von Vereinsdelegationen statt.
Im Jahre 1969 wurde die Vereinigung „5 x Beringen International“ gegründet. Ziel dieser Vereinigung ist die Pflege von Freundschaft und Partnerschaft der fünf Gemeinden mit den Ortsbezeichnungen oder Ortsteilen namens Beringen, Behringen und Beringe. Anfang der 1990er Jahre erweiterte sich die Gemeinschaft durch die Aufnahme der beiden Behringen aus Thüringen auf sieben Mitglieder. 2014 wurde dann in Bispingen ein Partnerschaftsvertrag zwischen den politischen Gemeinden unterzeichnet.
Die sechs Gemeinden oder Ortsteile gleichen Namens sind:
Beringen (Belgien)
Beringen SH (Schweiz)
Hörselberg-Hainich (mit dem Ortsteil Behringen), Thüringen
Stadtilm (mit dem Ortsteil  Behringen), Thüringen
Mersch (mit der Ortschaft Beringen), Luxemburg
Peel en Maas (mit dem Ort Beringe im Ortsteil Helden), Niederlande

## Kultur und Sehenswürdigkeiten
- Siehe auch: Liste der Baudenkmale in Bispingen
- Siehe auch: Liste der Bodendenkmale in Bispingen

### Bauwerke
- Bispingen war ein typisches Heidebauerndorf. Auf diese Vergangenheit verweist die markante kleine Bronzeskulptur eines Heideschäfers in der Ortsmitte.
- Durch Bispingen verläuft der 10. Meridian östlicher Länge. Zur Veranschaulichung steht im Ort in der Hützeler Straße ein Granitfindling aus der Eiszeit. Er verkörpert durch eine umlaufende bandähnliche und farblich sichtbare Verkieselung auf natürliche Weise den Längengrad. Mit erläuternden Daten auf einer Bronzeplatte versehen, wurde er, auf diesen ausgerichtet, vom Heimat- und Kulturverein Bispingen dort aufgestellt.
- Ein Gräberfeld in Volkwardingen enthält bronzezeitliche Hügelgräber.
- Die Ole Kerk („Alte Kirche“) wurde 1353 aus Feldsteinen errichtet. Sie wird heute für Trauungen, Konzerte und Andachten genutzt. Die „Ole Kerk“ ist tagsüber unverschlossen und lädt zu stiller Einkehr ein.
- Der Treppenspeicher in Volkwardingen ist einer der ältesten dieser Speichergebäude in der Lüneburger Heide. Seine beiden Gebäudeteile wurden nach einer Balkeninschrift im Jahr 1600 und 1702 errichtet und 2001 restauriert.
- Das 1742 errichtete Dat ole Huus in Wilsede ist mit seiner 1907 erfolgten Gründung eines der ältesten Heimatmuseen Deutschlands.
- Aus einem um die Jahrhundertwende gebauten Landsitz der Familie Noelle, östlich des Dorfes, wurde zunächst ein Kinderheim, dann ein skurriles Jagdschloss mit einem Landschaftspark. Das Anwesen kann besichtigt werden. Den Namen „Iserhatsche“ (eisernes Herzchen, westfälisch Platt), den die Familie Noelle dem Anwesen gab, trägt es bis heute.
- Die St.-Antonius-Kirche wurde 1908 im neugotischen Stil errichtet und steht in der Mitte des Ortes. Sie enthält eine Kanzel von 1648 und eine Bronzetaufe aus dem Jahr 1406.

### Grünflächen und Naherholung
- Der Wilseder Berg liegt im Naturschutzgebiet und ist mit 169,2 m ü. NN die höchste Erhebung in der Lüneburger Heide.

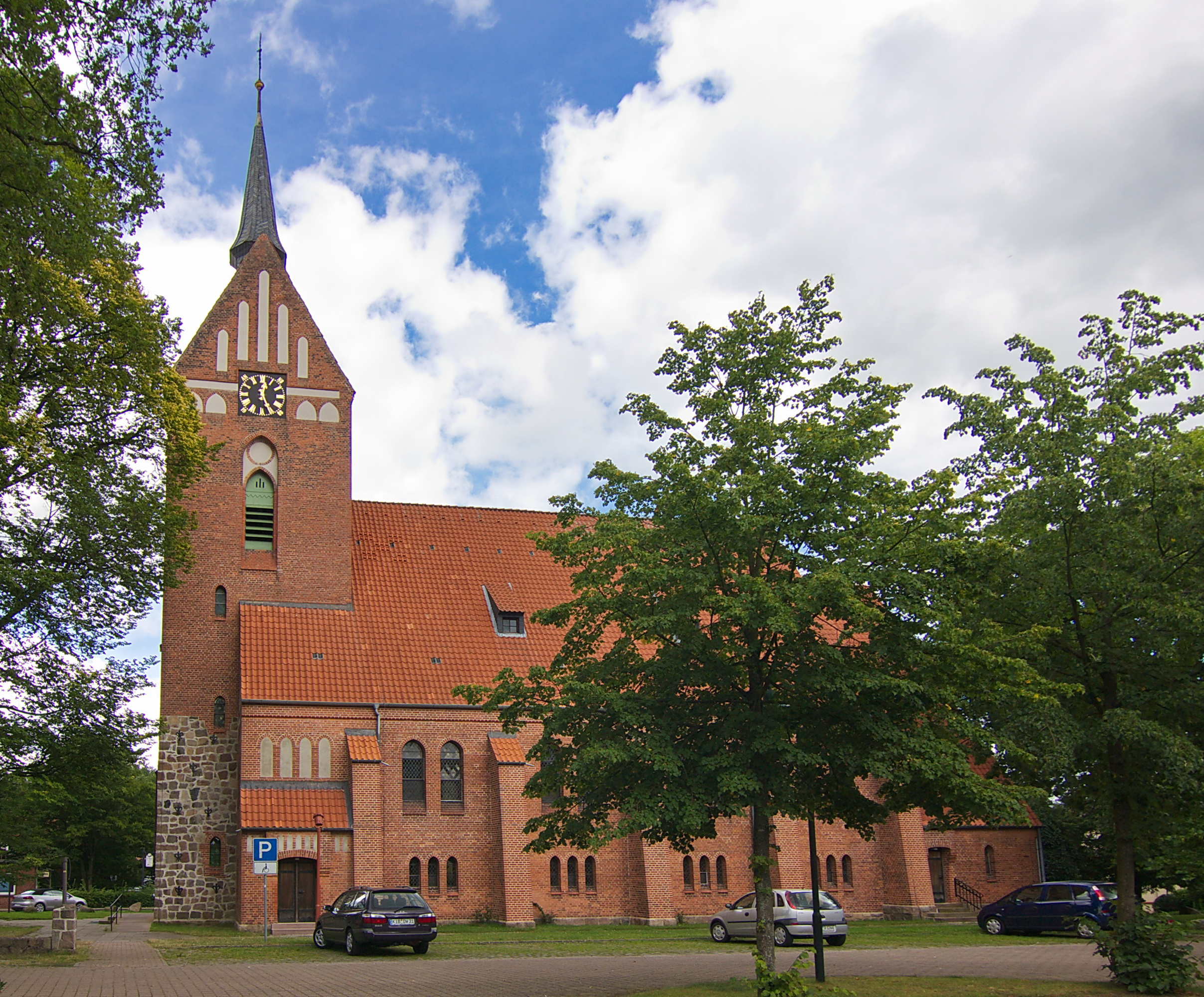
St.-Antonius-Kirche
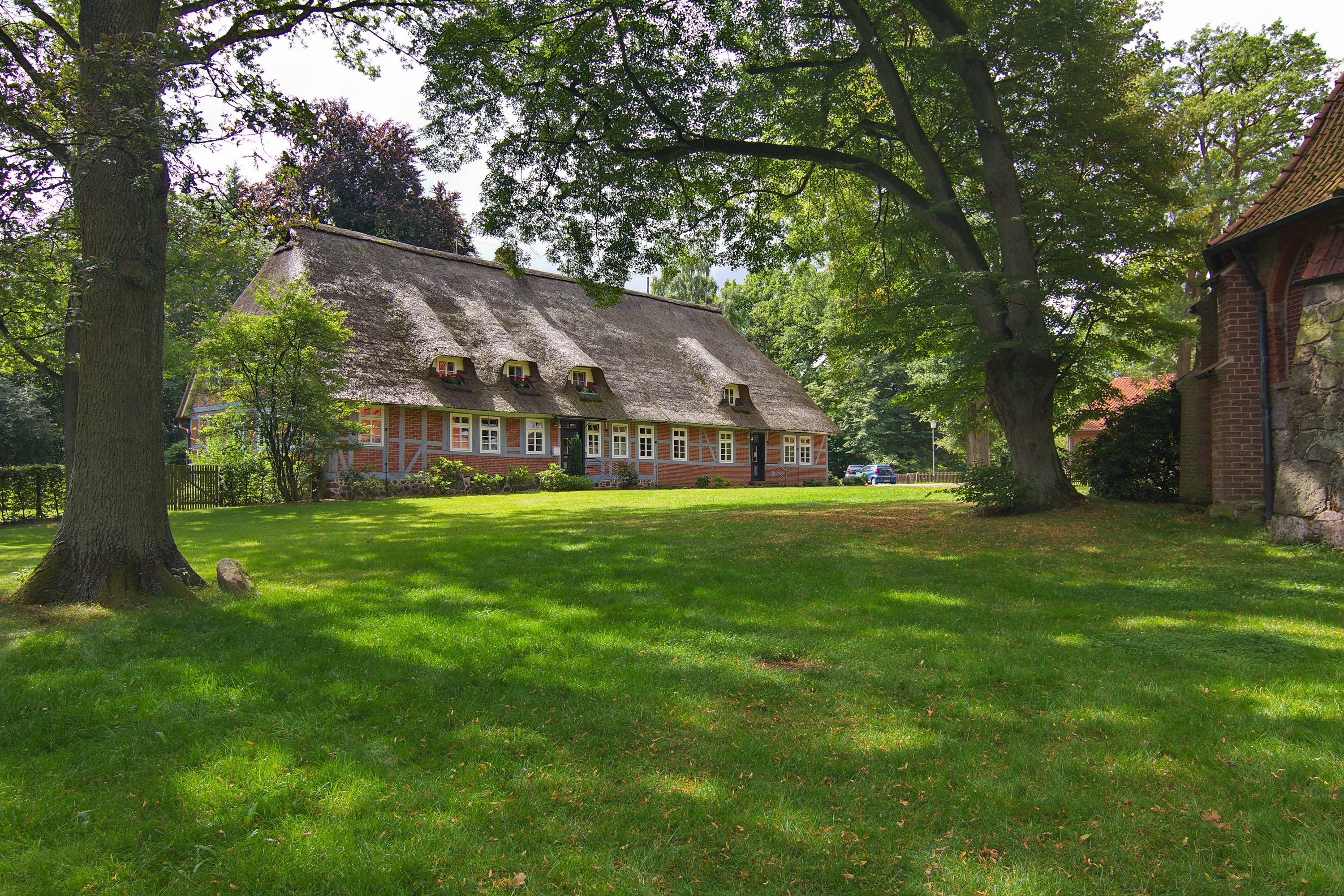
Pfarrhaus
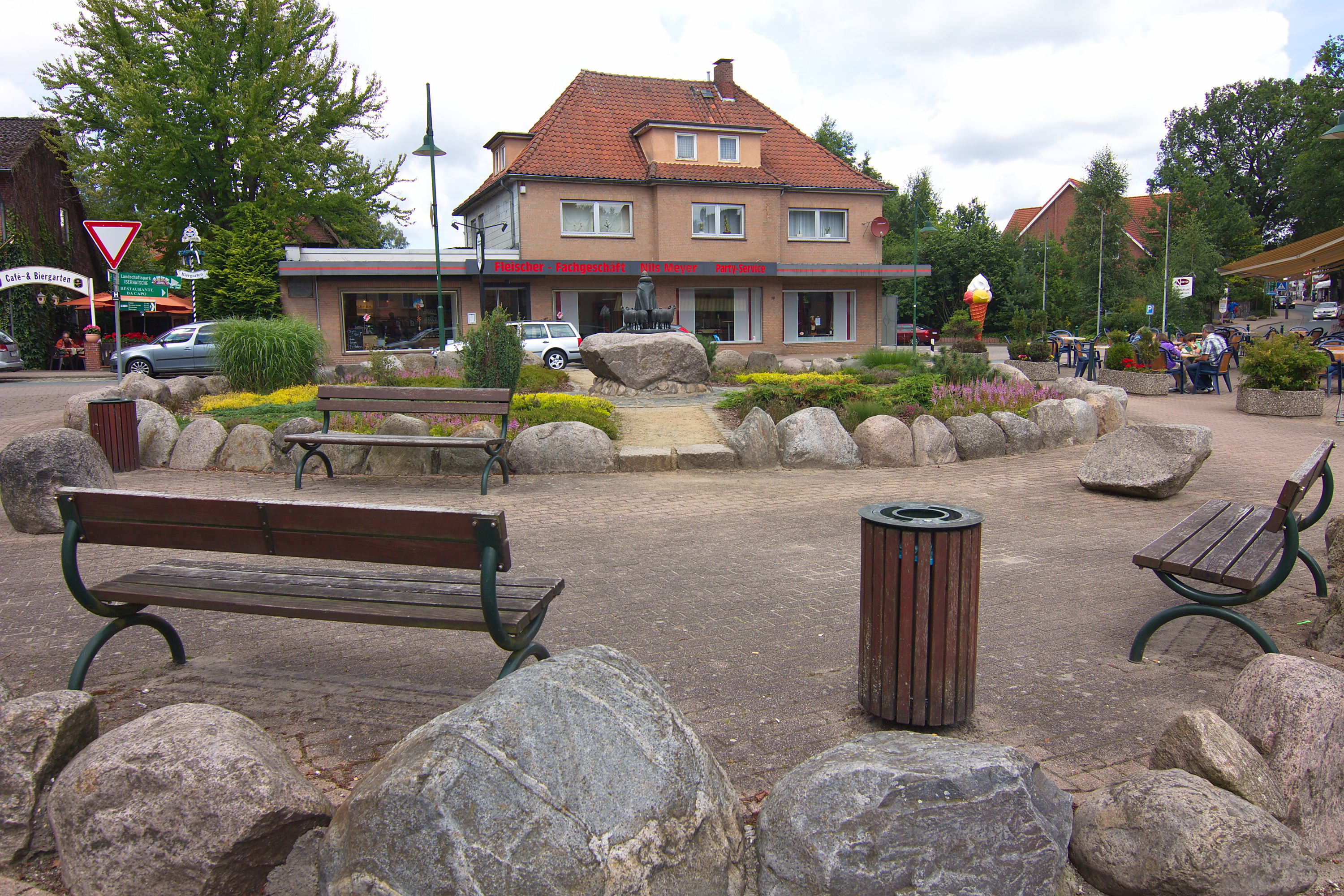
Ortsblick
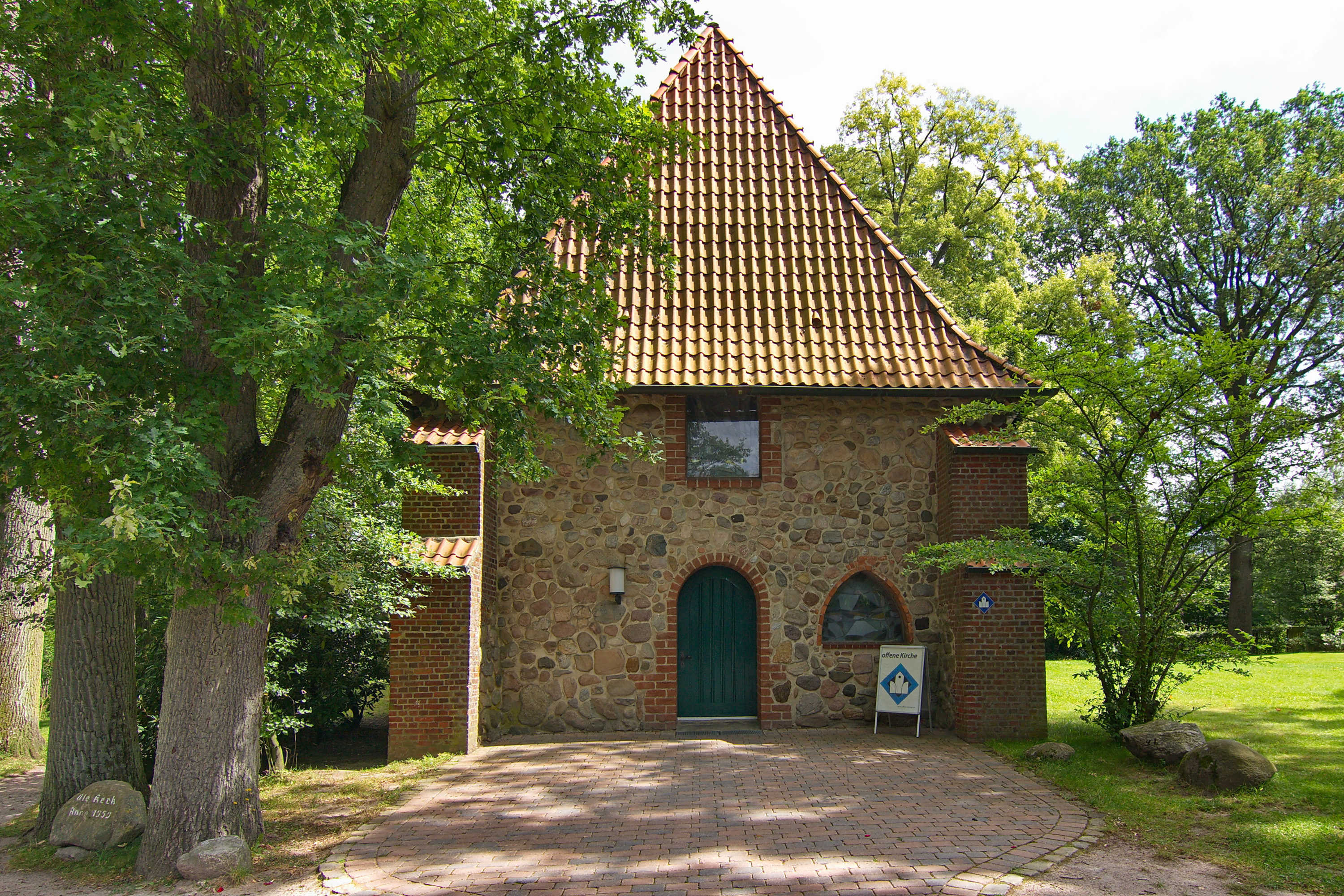
Ole Kerk
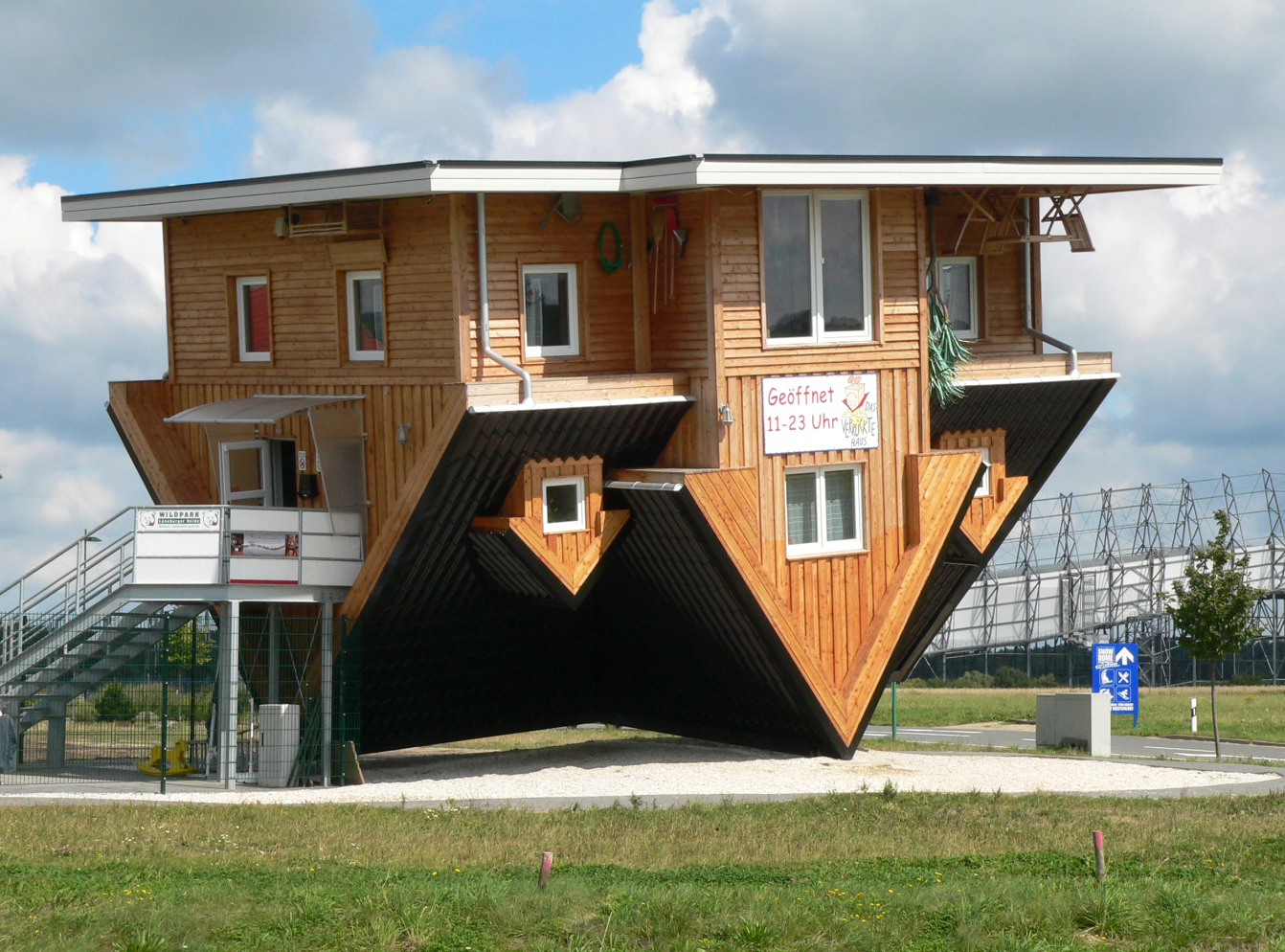
Das verrückte Haus, auf dem Kopf stehend mit vollständiger Möblierung

Das dörfliche Leben wird von einer Vielzahl aktiver Vereine gestaltet. Es gibt die Freiwillige Feuerwehr Bispingen mit ihrem Musikzug, einen über 100 Jahre alten Schützenverein, dem Sportverein SF Bispingen mit seinem Spielmannszug, die Kirchengemeinde Bispingen, den Heimat- und Kulturverein, sowie viele andere Vereinsangebote für die Bürger.

## Wirtschaft und Infrastruktur

### Unternehmen
Touristisch ist die Heideregion um Bispingen vor allem als Naherholungs- und Naturschutzgebiet bekannt. Das Dorf lebt von einer Mischung aus mittelständischen Betrieben, die zum Teil weltweit agieren, verschiedensten Gewerben und Tourismus. Es pendeln mehr Menschen zur Arbeit nach Bispingen ein als aus.

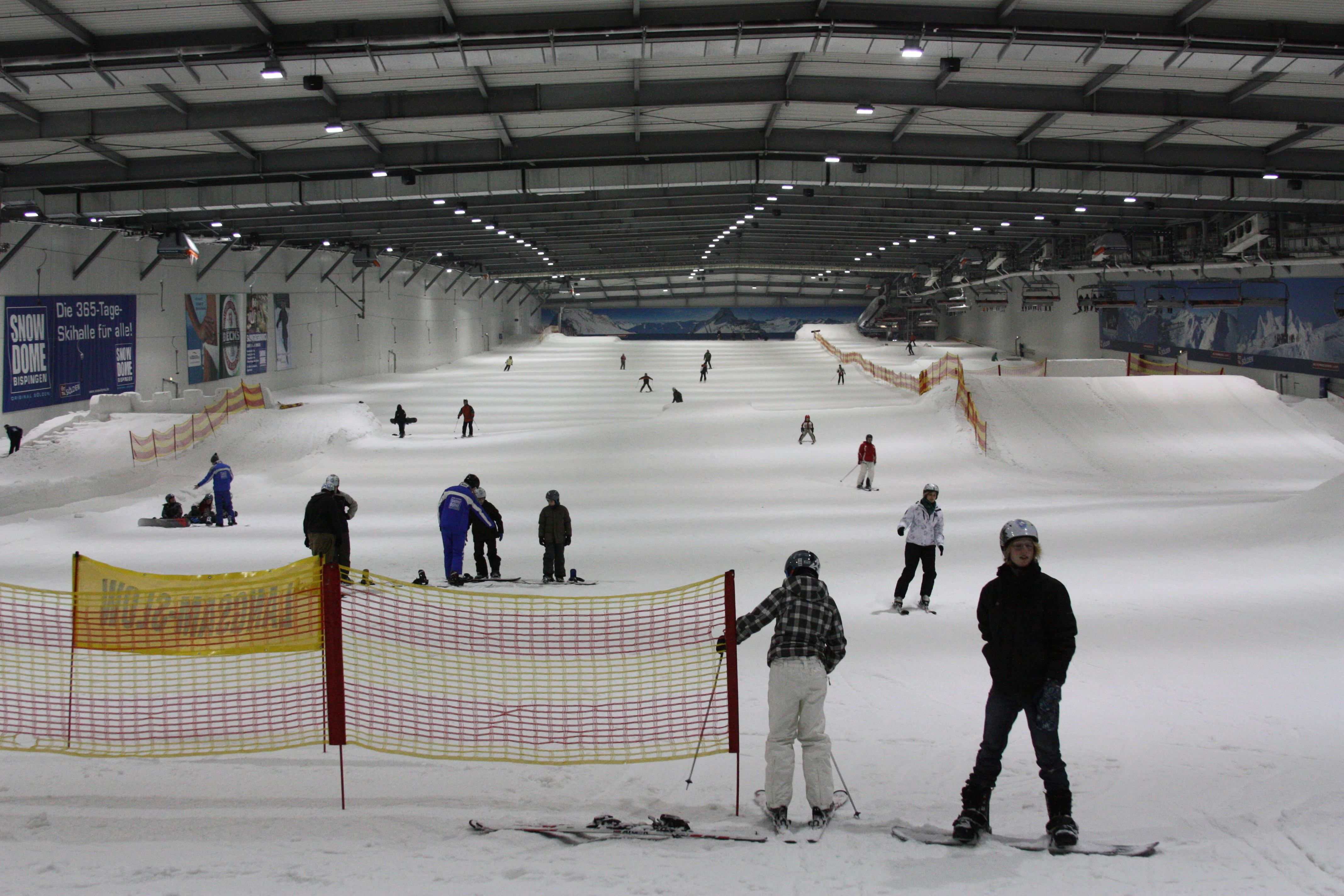
Snow Dome Bispingen

Seit den 1920er Jahren gibt es im Ort eine Jugendherberge. Hotels, Pensionen, Gasthäuser und Restaurants prägen das Ortsbild. Einige Unternehmen sind mit ihren Unterhaltungsangeboten weit über die Region hinaus bekannt geworden:
- „Center Parcs Bispinger Heide“ Anfang der 1990er Jahre wurde Bispingen Standort für eine Freizeitanlage der Firma „Center Parcs“. Die Anlage „Bispinger Heide“ beherbergt in der Saison mehr als 2000 Gäste am Tag.
- Das „Schumachers Kart and Bowl“ erbaute Mitte der 1990er Jahre der bekannte Formel-1-Rennfahrer Ralf Schumacher zusammen mit einem örtlichen Bauunternehmer an der Autobahnabfahrt Bispingen als Indoor- und Outdoor-Kartbahn.
- Der Snow Dome ist eine Skihalle, die im Herbst 2006 eröffnet und 2013 renoviert wurde.
- Die Modellbauwelten Bispingen als Modellbahn-Anlage auf rund 12.000 m² unter der Skihalle Snow Dome wurden 2020 eröffnet. Anlage seit Mitte 2024 geschlossen[8]
- „Das verrückte Haus“ ist ein 2011 eröffnetes, umgedrehtes Haus. Es ist das erste Haus weltweit, das korrekt errichtet und dann mit Hilfe von zwei Kränen gedreht wurde. Auch die Einrichtung befindet sich über Kopf.[9]

### Bildung
Bispingen ist Standort der Grund- und Oberschule der Gemeinde und hat zwei Kindergärten im Kernort.

### Verkehr
Bispingen liegt an der Bahnstrecke Lüneburg–Soltau der Schieneninfrastruktur Ost-Niedersachsen GmbH, auf der kein regelmäßiger Personenverkehr mehr stattfindet. Die Strecke wird im Güterverkehr genutzt, saisonal werden außerdem Sonderfahrten des „Heide-Express“ mit historischen Fahrzeugen angeboten.
Nächstgelegene Bahnhöfe mit Personenverkehr sind Soltau, Schneverdingen und Munster. Der regionale Busverkehr wird u. a. von KVG Stade (KVG) und Verkehrsbetriebe Osthannover GmbH (VOG) durchgeführt.
An der A7 gibt es die Ausfahrt / Anschlussstelle Bispingen.

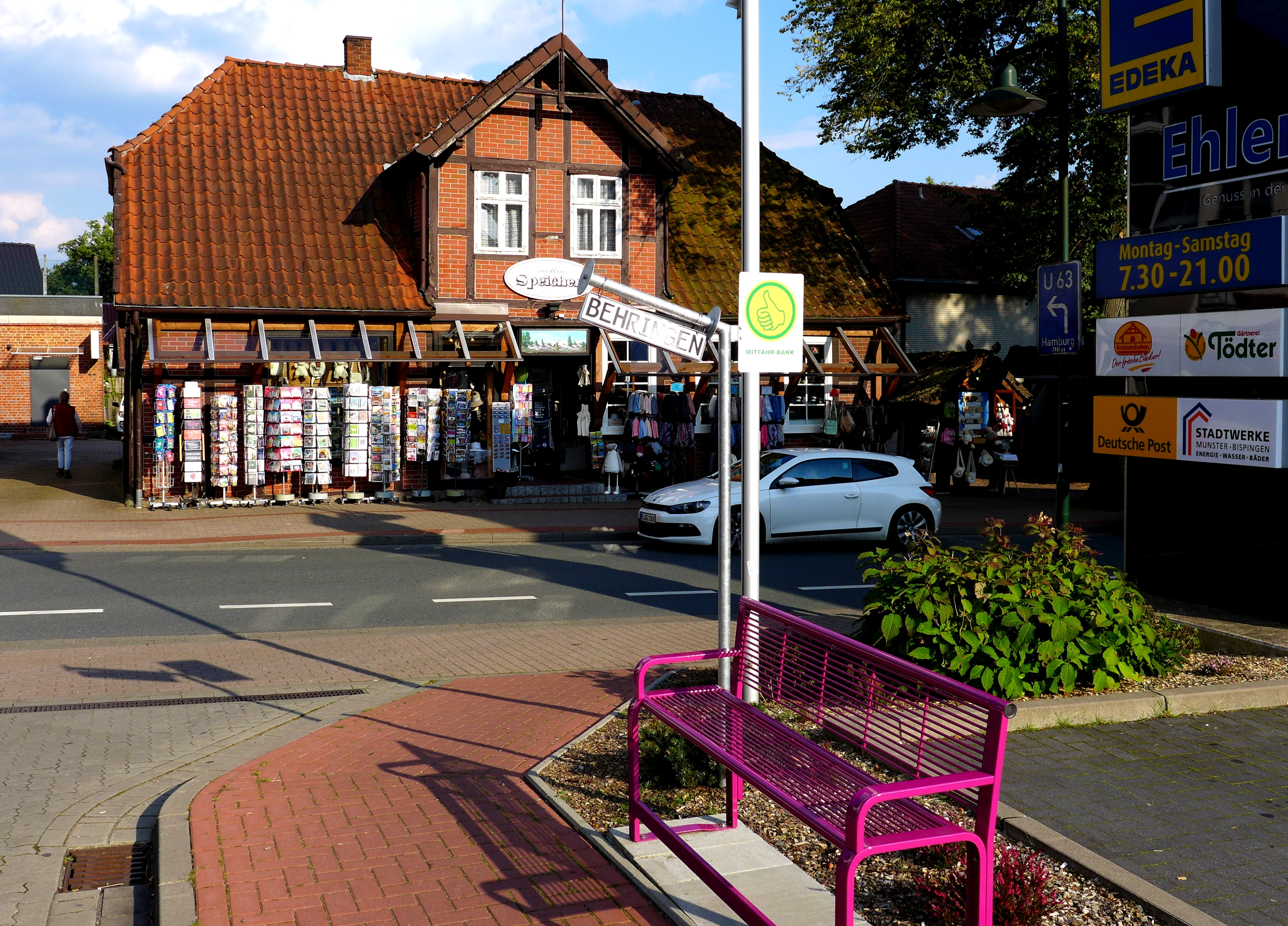
Mitfahrbank in Bispingen

In Bispingen wurden zur Verbesserung der Mobilität von Personen ohne Auto (wie Ältere, Jugendliche) einige Mitfahrbänke aufgestellt. Insbesondere sollen hierdurch zusätzliche, kostenlose Verbindungen nach Schneverdingen und nach Behringen ermöglicht werden.

## Persönlichkeiten
- Pastor Wilhelm Bode (1860–1927) gilt als einer der Gründerväter des Naturschutzgebietes. Er sorgte 1905 dafür, dass der Totengrund nicht als Bauland verkauft und bebaut, sondern unter Naturschutz gestellt wurde.
- Der Naturschützer Ernst Preising (1911–2007) verbrachte seine letzten Lebensjahre hier.
- Waldemar Grube (1915–2001), Gründer der Grube KG Forstgerätestelle
- In Hützel wird 1944 der Liedtexter und Komponist Wolfgang Mürmann geboren.